# Aeroportul Pucón
Aeroportul Pucón (IATA: ZPC, ICAO: SCPC) este un aeroport din Provincia Cautín, Regiunea La Araucanía, Chile ce deservește zona Pucón. Aeroportul a fost tranzitat în 2022 de 7 pasageri. A fost numit după zona deservită.
Situat la o altitudine de 263 m, aeroportul dispune de o singură pistă.